# Saská akademie věd
Saská akademie věd v Lipsku (německy Sächsische Akademie der Wissenschaften zu Leipzig; zkráceně SAW) je veřejnoprávní korporace se sídlem v Lipsku. Sdružuje přibližně 200 řádných členů ze spolkových zemí Sasko, Sasko-Anhaltsko a Durynsko, jakož i korespondenční členy z Německa a zahraničí. Akademie je jedním z osmi členů Unie německých akademií věd.

## Historie

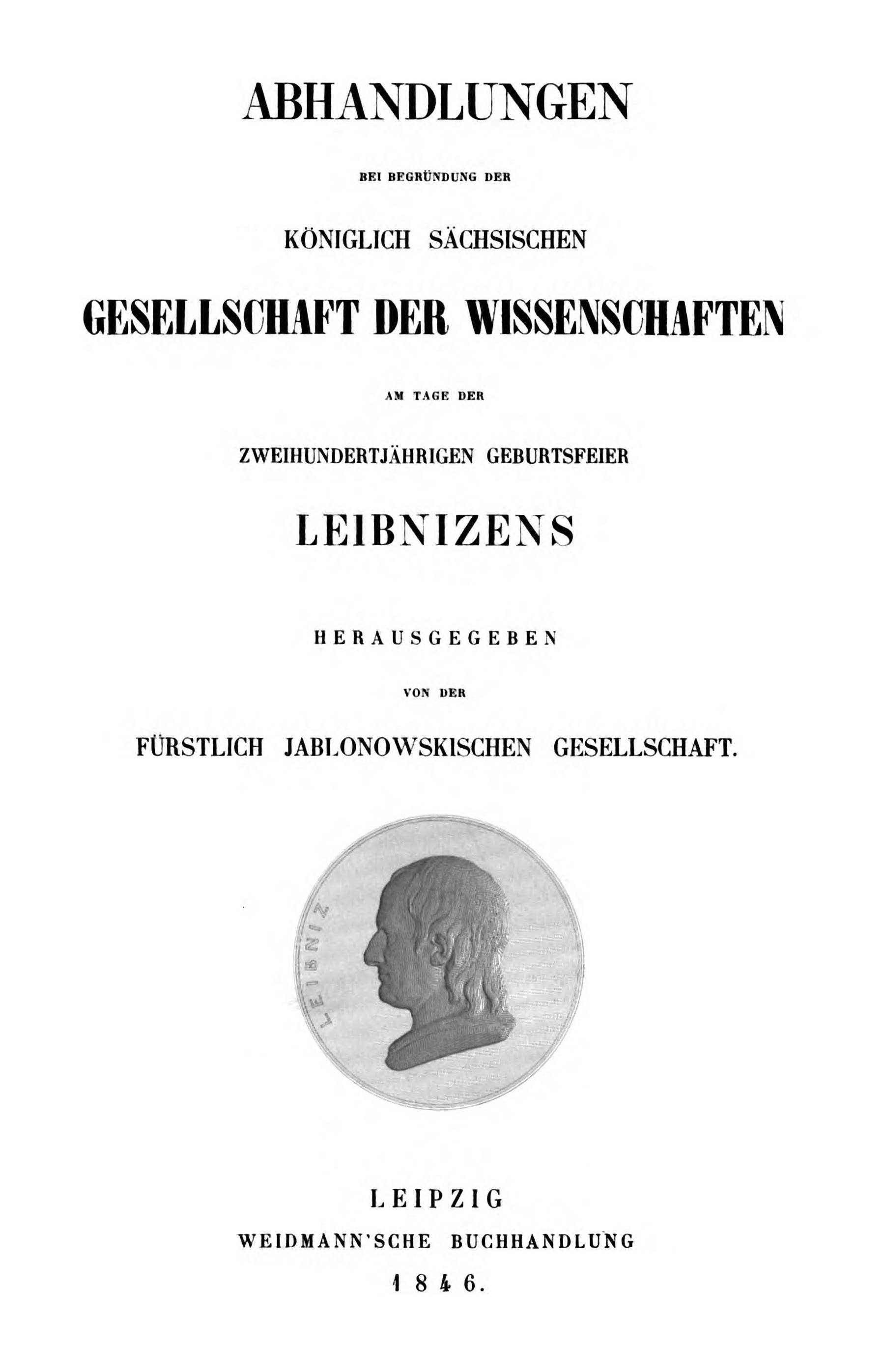
Titulní strana pojednání o založení Královské saské společnosti věd z roku 1846

Dne 3. dubna 1846 podala skupina třinácti profesorů z Lipské univerzity (pravděpodobně na návrh pozdějšího saského ministra kultury Johanna Paula von Falkensteina) žádost saskému ministerstvu kultury o založení vědecké společnosti. Poté, co byly stanovy společnosti 23. června 1846 potvrzeny saským králem Fridrichem Augustem II. (1797–1854), byla 1. července 1846, na dvousté výročí od narození lipského rodáka Gottfrieda Wilhelma Leibnize (1646–1716), založena Královská saská společnost věd. Svůj dnešní název Saská akademie věd v Lipsku má tato organizace od 1. července 1919.
Během druhé světové války byla akademie uzavřena, k jejímu obnovení došlo až v roce 1948. Svou samostatnost si dokázala udržet i po zrušení Svobodného státu Sasko a navzdory rostoucí ideologické závislosti na berlínské Akademii věd NDR. Své zásluhy na tom měli nemarxističtí členové SAW. Z těchto důvodů nebylo ani po roce 1989 nutné akademii znovuzakládat. V Ústavě obnoveného Svobodného státu Sasko z roku 1992 se stát zavázal k financování akademie. V roce 1994 jí přiznal status veřejnoprávní korporace.

## Organizace
Akademie je veřejnoprávní korporací s právem na samosprávu. Současným prezidentem je od 1. ledna 2016 profesor ekonomie Hans Wiesmeth. Činnost akademie je rozdělena do tří tříd: matematicko-přírodovědné (od roku 1846), filologicko-historické (od roku 1846) a vědecko-technické (od roku 1996). Od roku 2015 existuje rovněž „Mladé fórum“, do nějž jsou řádnými členy ze všech tříd voleni mladí vědci. Členství v „Mladém fóru“ je omezeno na pět let. Akademie a její třídy pořádají pravidelná setkání. Kromě toho vytváří různé strukturální a plánovací komise. V roce 2020 akademie organizovala 24 převážně humanitních výzkumných projektů, na nichž pracovalo přibližně 100 vědeckých pracovníků. SAW tak kombinuje aktivity vědecké společnosti s prací výzkumného ústavu. Akademie vydává vlastní knižní řady a pečuje o svůj archiv, jenž je významný z hlediska historie vědy.

## Projekty
Mezi nejdůležitější projekty Saské akademie věd patří muzikologická edice děl lipského skladatele Felixe Mendelssohna Bartholdyho Leipziger Ausgabe der Werke von Felix Mendelssohn Bartholdy, dále vydání korespondence Roberta Schumanna a Clary Schumannové a konečně edice Bach-Repertorium. Z jazykovědných projektu lze jmenovat např. Althochdeutsche Wörterbuch. K oblasti práva a státovědy patří edice Codex diplomaticus Saxoniae a projekt věnovaný Magdeburskému právu. K literární vědě náleží vydávání korespondence Philippa Jacoba Spenera, Johanna Christopha Gottscheda nebo Friedricha Heinricha Jacobiho, jakož i projekt Propyläen věnovaný Goethovu životu a dílu. Judaistika je zastoupena v díle Enzyklopädie jüdischer Kulturen. Klíčový projekt k historii reformace začal v roce 2014 vydáváním spisů a dopisů k církevní politice Fridricha III. Saského a Jana I. Saského z let 1513–1532, kteří vládli za Lutherova života. Novější projekty z oblasti indologie se věnují vědeckému zpracování buddhistických jeskynních maleb v regionu Kuča, jakož i literaturou v arabštině z letech 1150 až 1850.

## Komise
Členové SAW spolupracují v následujících komisích: Historická komise, Komise pro geovědy, pro dějiny umění, literaturu a muzikologii, pro dějiny umění Středního Německa, pro jazykovědu, pro technologie, pro životní prostředí, pro vědecké hodnoty, pro dějiny vědy (přírodní vědy/matematika/technika), pro mezikulturní historické vědy a pro propagaci přírodovědy, techniky a společenských věd. Členové komisí jsou odborníky v odpovídajících disciplínách a jsou jmenováni prezidentem akademie.

## Časopis „Denkströme“
SAW vydává od roku 2008 časopis Denkströme – Journal der Sächsischen Akademie der Wissenschaften, který většinou vychází dvakrát ročně. V něm jsou publikovány příspěvky k aktuálním tématům z oblasti věd a jejich vývoje a rovněž diskusní příspěvky k současným společensko-politickým otázkám. Časopis vychází v tištěném a elektronickém vydání, které podléhá licenci Creative Commons.

## Ocenění
Saská akademie věd obdržela tato ocenění:
- Cena Friedricha Wellera
- Stipendium a podpůrčí stipendium Friedricha Wellera
- Cena Kurta Schwabeho
- Lipská vědecká cena
- Cena Theodor Fringse
- Medaile Wilhelma Ostwalda
- Cena mladých talentů od Podpůrčího spolku SAW

## Známí členové
- Eberhard Ackerknecht
- Kurt Aland
- Annette Beck-Sickinger
- Karlheinz Blaschke
- Walther Bothe
- James Chadwick
- Otto Clemen
- Bernard Comrie
- Peter Debye
- Johann Paul von Falkenstein
- Theodor Frings
- Horst Fuhrmann
- Bernhard Hänsel
- Uwe-Frithjof Haustein
- Werner Heisenberg
- Gustav Ludwig Hertz
- Archibald Vivian Hill
- Cuno Hoffmeister
- Wolfgang Huschner
- Ernst Joest
- Jörg Kärger
- Hermann Kolbe
- Foteini Kolovou
- Walter König
- Hermann August Korff
- Hellmut Kretzschmar
- August Krogh
- Christoph Krummacher
- Ursula Lehr
- Volker Leppin
- Rolf Lieberwirth
- Heiner Lück
- Heinrich Magirius
- Karl Mannsfeld
- Theodor Mommsen
- August Ferdinand Möbius
- Karl Alexander Müller
- Wilhelm Ostwald
- Heinz Penzlin
- Max Planck
- Manfred Rudersdorf
- Gertrud Schubart-Fikentscher
- Ernst Schubert
- Manfred Schubert
- Pirmin Stekeler-Weithofer
- Cornelius Weiss
- Carl Friedrich von Weizsäcker
- Hans Wiesmeth